# Digman
Digman (Digman!) è una sitcom animata statunitense del 2023, creata da Neil Campbell e Andy Samberg.
La serie viene trasmessa negli Stati Uniti su Comedy Central dal 22 marzo 2023. In Italia viene trasmessa su Comedy Central dal 18 maggio 2023.
Il 10 maggio 2023 è stato annunciato che la serie è stata rinnovata per una seconda stagione.

## Trama
Ambientato in un mondo in cui gli archeologi sono ritenute delle celebrità, un avventuriero in pensione di nome Rip Digman e il suo team di esperti viaggiano in parti pericolose del mondo per portare alla luce manufatti leggendari e far crescere la loro reputazione di avventurieri senza paura.

## Episodi
| Stagione       | Episodi | Prima TV |
| -------------- | ------- | -------- |
| Prima stagione | 8       | 2023     |

## Personaggi e doppiatori
- Rip Digman, voce originale di Andy Samberg, italiana di Simone Crisari.
- Saltine, voce originale di Mitra Jouhari, italiana di Sara Ciocca.
- Swooper, voce originale di Tim Robinson, italiana di Neri Marcorè.
- Zane Troy, voce originale di Guz Khan, italiana di Maurizio Merluzzo.
- Agatha, voce originale di Dale Soules, italiana di Marina Tagliaferri.
- Bella, voce originale di Melissa Fumero, italiana di Letizia Scifoni.
- Quail Eegan, voce originale di Tim Meadows, italiana di Massimo Lopez.

### Personaggi ricorrenti
- D.I.O.M. (in originale: G.A.W.D.), voce originale di Maya Rudolph, italiana di Antonella Baldini.
- Howard Toe, voce originale di David Kaye, italiana di Oreste Baldini.
- Yedward, voce originale di Clancy Brown, italiana di Francesco De Carlo.
- Amelia Earhart, voce originale di Jane Lynch, italiana di Alessandra Grado.
- Doreen Donker Jr., voce originale di Jiavani Linayao, italiana di Cristina Poccardi.
- Sebastian, voce originale di Daniel Radcliffe, italiana di Alessio Puccio.
- Gasolina, voce originale di Lauren Lapkus, italiana di Selvaggia Quattrini.
- Roberto, voce originale di Jason Schwartzman, italiana di Saverio Raimondo.

## Trasmissione internazionale
- 22 marzo 2023 negli Stati Uniti su Comedy Central[1]
- 23 marzo 2023 in Canada su CTV Comedy
- 2 aprile 2023 in Germania su Comedy Central[4]
- 27 aprile 2023 in America Latina su Comedy Central[5]
- 6 aprile 2023 in Francia su Comedy Central[6]
- 20 aprile 2023 nel Regno Unito su Comedy Central[7]
- 18 maggio 2023 nei Paesi Bassi su Comedy Central[8]
- 18 maggio 2023 in Italia su Comedy Central[2]
- 7 ottobre 2023 in Spagna su Comedy Central[9]
- 7 ottobre 2023 in Polonia su Comedy Central[10]
- 4 novembre 2023 in Ungheria su Comedy Central[11]